# کراتووو (پریبوی)
کراتووو (به صربی: Kratovo) یک منطقهٔ مسکونی در صربستان است که در پریبوی واقع شده‌است. کراتووو ۳۰۵ نفر جمعیت دارد.